# 백이십팔근본번뇌
128근본번뇌(百二十八根本煩惱)는 다음의 분류, 그룹 또는 체계의 한 요소이다.
- 대승불교의 유식유가행파에서 세운 여러 번뇌 분류 가운데 하나로, 대승불교에서 널리 사용되고 있다.
- 대승불교의 유식유가행파 등의 여러 번뇌 분류법 가운데 하나인 번뇌장(煩惱障) · 소지장(所知障)의 2장(二障)에서 번뇌장에도 속하고 소지장에도 속한다. 엄밀히 말하면, 번뇌장에 속하지만 모든 번뇌장에는 해당하는 소지장이 존재한다.
- 대승불교의 유식유가행파 등의 여러 번뇌 분류법 가운데 하나인 분별기(分別起) · 구생기(俱生起)의 2혹(二惑)의 분류법에서, 128근본번뇌 중 112가지가 분별기에 속하고 16가지가 구생기에 속한다.
- 대승불교의 유식유가행파를 비롯한 불교 일반의 여러 번뇌 분류법 가운데 하나인 견혹(見惑) · 수혹(修惑)의 2혹(二惑)의 분류법에서, 128근본번뇌 중 112가지가 견혹(견소단)에 속하고 16가지가 수혹(수소단)에 속한다.[7][8][9][10][11]

128근본번뇌(百二十八根本煩惱)는 128번뇌(一百二十八煩惱) · 128사(一百二十八使) 또는 128혹(百二十八惑)으로도 불리는데, 대승불교의 유식유가행파에서 모든 근본번뇌의 총 개수로 세운 128가지의 근본번뇌를 말한다. 이에 비해 부파불교의 설일체유부에서는 모든 근본번뇌의 총 개수로 98가지가 있다고 보며, 이들을 통칭하여 98근본번뇌(九十八根本煩惱) · 98수면(九十八隨眠) · 98사(九十八使) 또는 98혹(九十八惑)이라 한다. 한편, 유식유가행파에서 세운 128근본번뇌는 대승불교권에서 널리 사용되고 있다.
128근본번뇌는 다음의 세분화 과정을 통해 성립된다.
1. 먼저, 대전제로 6근본번뇌가 있다.[19][20][21][22]
2. 6근본번뇌에서 악견을 세분하여 10근본번뇌가 성립된다.[19][20][21][22]
3. 10근본번뇌를 3계 각각으로 세분하여, 욕계에 10가지, 색계에 9가지, 무색계에 9가지의 총 28가지가 성립된다.[7][8][9][10]
4. 3계 각각의 번뇌를 5부로 세분하여, 욕계에 46가지, 색계에 41가지, 무색계에 41가지의 총 128가지가 성립된다.[7][8][9][10]

## 용어

### 128근본번뇌·128번뇌
128근본번뇌(百二十八根本煩惱)에서 근본번뇌(根本煩惱)는 수번뇌(隨煩惱)에 대응되는 낱말이다. 근본번뇌는 줄여서 단순히 번뇌(煩惱)라고도 한다. 따라서 128근본번뇌도 종종 128번뇌라고도 부른다.
불교에서 번뇌를 나누는 방법에는 여러 가지가 있는데 그 중에 하나가 근본번뇌(根本煩惱)와 근본번뇌를 따라 일어나는[隨起] 수번뇌(隨煩惱)로 나누는 것이다. 부파불교와 대승불교의 번뇌론에 따르면, 근본번뇌로는 탐(貪) · 진(瞋) · 만(慢) · 무명(無明) · 악견(惡見) · 의(疑)의 6가지가 있으며, 이들을 통칭하여 6근본번뇌(六根本煩惱) 또는 6수면(六隨眠)이라 한다.
부파불교와 대승불교에서는 6근본번뇌 가운데 악견(惡見)을 5가지로 세분하여 10근본번뇌를 세우고, 다시 10근본번뇌를 3계 5부로 나눈다. 그 결과 부파불교의 설일체유부의 번뇌론에 따르면 98근본번뇌가 있고, 대승불교의 유식유가행파의 번뇌론에 따르면 128근본번뇌가 있다. (자세한 내용은 아래의 '128근본번뇌의 성립 절차' 문단을 참조하십시오.)
대승불교의 128근본번뇌 가운데 112가지가 견혹 즉 견소단 또는 분별기인데, 이들을 통칭하여 112근본번뇌(一百十二根本煩惱) 또는 줄여서 112번뇌(一百十二煩惱)라고 한다. 나머지 16가지가 수혹 즉 수소단 또는 구생기인데, 이들을 통칭하여 16근본번뇌(十六根本煩惱) 또는 줄여서 16번뇌(十六煩惱)라고 한다.

### 128사
128사(百二十八使)에서 사(使)는 부린다는 뜻으로 '구사(驅使)한다' 또는 '구사력(驅使力)'이라고 할 때의 구사(驅使)를 말한다. 구사(驅使)의 사전적인 의미는 ① 사람이나 동물을 몰아서 부리는 것. ② 말 · 수단 · 수법 따위를 능숙하게 다루거나 부리어 사용(使用)하는 것이다.
사(使)는 번뇌의 여러 다른 이름 가운데 하나이다. 번뇌가 유정을 따라다니면서 유정의 마음을 진리에 어긋나게 부려서 악업을 짓게 하고 그 결과 유정이 미계(迷界) 즉 미혹의 세계인 3계6도(三界六道)에서 계속 유전(流轉)하는 것, 즉 생사윤회를 반복하는 것을 부각시켜 말하는 명칭이다. 또한, 사(使)의 이러한 따라다니면서 부림의 의미는 근본번뇌를 가리키는 수면(隨眠)과 그 뜻이 같다.
사(使)는 결사(結使)라고도 하는데, 결사(結使)의 문자 그대로의 뜻은 '묶어서 부린다'로, 속박[結]과 부림[使]의 뜻이 합쳐진 낱말이다. 불교 용어로서의 결사(結使)는 번뇌의 여러 다른 이름 가운데 하나로, 번뇌가 유정의 몸과 마음을 미혹의 세계에 속박하고 유정을 따라다니며 몰아대어 악업을 짓게 부리고 그 결과 유정이 3계6도의 생사윤회를 반복하는 것을 부각시켜 말하는 명칭이다.
결사(結使)에서, 속박의 의미인 결(結)도 번뇌의 다른 이름이고 부림의 의미인 사(使)도 번뇌의 다른 이름인데, 불교 일반의 번뇌론에서 결(結)은 흔히 9결(九結)을 뜻하고 사(使)는 흔히 10사(十使)를 뜻한다. 이러한 이유로 결사에 대해 말할 때 종종 9결10사(九結十使)라고 표현한다.
9결(九結)은 애결(愛結) · 에결(恚結) · 만결(慢結) · 무명결(無明結) · 견결(見結) · 취결(取結) · 의결(疑結) · 질결(嫉結) · 간결(慳結)을 말하는데, 모든 번뇌를 근본번뇌와 수번뇌로 나눌 때 9결 가운데 질결(嫉結)과 간결(慳結)은 수번뇌에 속하고 나머지 7가지는 근본번뇌에 속한다.
10사(十使)는 탐(貪) · 진(瞋) · 만(慢) · 무명(無明) · 유신견(有身見) · 변집견(邊執見) · 사견(邪見) · 견취(見取) · 계금취(戒禁取) · 의(疑)의 10가지 근본번뇌 즉 10근본번뇌(十根本煩惱)를 말하며 10수면(十隨眠)이라고도 한다.
사(使)라는 낱말을 사용하여, 10사(十使)를 탐사(貪使) · 진사(嗔使: 嗔은 瞋의 동의어) · 치사(癡使) · 만사(慢使) · 신견사(身見使) · 변견사(邊見使) · 사견사(邪見使) · 견취사(見取使) · 계취사(戒取使) · 의사(疑使)라고도 한다.

### 128혹
유식유가행파의 번뇌론과 수행론에 따르면, 128혹(百二十八惑) 가운데 112혹은 견도에서 끊어지는 견혹(見惑)의 총 개수이고, 16혹은 수도에서 끊어지는 수혹(修惑)의 총 개수이다.
이들 낱말에서 혹(惑)은 미혹(迷惑: 迷는 잘못 아는 것, 惑은 밝게 알지 못하는 것) 즉 불해(不解: 알지 못함)의 뜻으로 번뇌가 마음을 미혹시켜 진리를 알지 못하게 하는 것, 번뇌가 진리를 가려서 마음으로 하여금 진리를 바로 보지 못하게 하는 것, 즉 번뇌가 깨달음을 장애하는 것을 말한다. 달리 말하면, 혹(惑)은 사(事)와 이(理)에 밝지 못한 것을 말한다.
한편, 혹(惑) 즉 진리를 알지 못하는 것 또는 사(事)와 이(理)에 밝지 못한 것은, 특히, 근본번뇌 가운데 하나인 무명(無明) 즉 치(癡)의 본질적 성질이며, 또한 무명(無明) 즉 치(癡)의 동의어로도 사용된다.

## 128근본번뇌의 성립 절차
대승불교의 유식유가행파의 번뇌론을 따를 때,
총 128근본번뇌(百二十八根本煩惱)가 있다는 것은 근본번뇌로 6가지의 번뇌 즉 6근본번뇌(六根本煩惱)가 있다는 기본 교의에서 출발하여 아래와 같은 세분화 과정을 거쳐 그 수가 성립된 것이다. 이 세분화 과정에 의해 성립된 총 128근본번뇌 가운데 112가지는 견도에서 끊어지는 견혹(견소단)이며, 16가지는 수도에서 끊어지는 수혹(수소단)이다.

### (1) 6근본번뇌
불교의 여러 번뇌 분류법 가운데 하나는 모든 번뇌를 근본번뇌(根本煩惱)와 근본번뇌를 따라 일어나는 수번뇌(隨煩惱)로 나누는 것이다. 수번뇌는 지말번뇌(枝末煩惱) 또는 지말혹(枝末惑)라고도 한다.
부파불교의 설일체유부와 대승불교의 유식유가행파의 번뇌론에 따르면, 근본번뇌로는 탐(貪) · 진(瞋) · 만(慢) · 무명(無明) · 악견(惡見) · 의(疑)의 6가지가 있으며, 이들을 통칭하여 6근본번뇌(六根本煩惱) 또는 6수면(六隨眠)이라 한다. 이 가운데 무명(無明)은 치(癡)라고도 하며, 악견(惡見)은 간단히 견(見)이라고도 한다.
부파불교의 설일체유부의 교학을 비판적으로 집대성한 논서인 세친의 《구사론》 제19권에서는 수면(隨眠) 즉 근본번뇌에 대해 다음과 같이 말하고 있다.
 前言世別皆由業生。業由隨眠方得生長。離隨眠業無感有能。所以者何。隨眠有幾。頌曰。

 隨眠諸有本 此差別有六

 謂貪瞋亦慢 無明見及疑

論曰。由此隨眠是諸有本故業離此無感有能。何故隨眠能為有本。以諸煩惱現起能為十種事故。一堅根本。二立相續。三治自田。四引等流。五發業有。六攝自具。七迷所緣。八導識流。九越善品。十廣縛義。令不能越自界地故。由此隨眠能為有本。故業因此有感有能。此略應知差別有六。謂貪瞋慢無明見疑。
 
앞(권제13 초)에서 세간의 차별은 모두 업으로 말미암아 생겨나는 것이라고 말하였다. 그런데 이와 같은 업은 수면(隨眠, anusaya)으로 말미암아 비로소 생장할 수 있으며, 수면을 떠난 업은 유(有, 욕계 · 색계 · 무색의 3유)를 초래할 만한 공능을 갖지 않는다.

그 까닭은 무엇이며, 수면에는 몇 가지가 있는 것인가?

게송으로 말하겠다.

 수면은 모든 '유(有)'의 근본으로,

 이것의 차별에는 여섯 가지가 있으니

 이를테면 탐(貪) · 진(瞋)과, 역시 만(慢) · 

 무명(無明) · 견(見), 그리고 의(疑)이다.

논하여 말하겠다. 이러한 수면은 바로 모든 '유'의 근본이 되기 때문에 이것을 떠난 업은 유를 초래할 만한 어떠한 공능(功能)도 갖지 못하는 것이다.

어째서 수면이 능히 '유'의 근본이 된다고 하는 것인가?

모든 번뇌는 현기(現起)하면 능히 열 가지 사업[事]을 행하기 때문으로, 첫 번째는 근본(根本)을 견고하게 하며, 두 번째는 [번뇌의] 상속을 일으키며, 세 번째는 자신의 소의신[自田]이 번뇌를 일으키기에 적합하게 하며, 네 번째는 등류(等流)[인 수번뇌(隨煩惱)]를 인기하며, 다섯 번째 업유(業有) 즉 후유를 초래하는 업을 일으키며, 여섯 번째는 자구(自具)를 포섭하며, 일곱 번째 [정혜(正慧)를 손상시켜] 소연에 대해 미혹하게 하며, 여덟 번째 식(識)의 흐름을 인도하며, 아홉 번째는 선품(善品)을 어기게 하며, 열번째는 널리 속박하는 것이니, [유정을 속박하여] 자계 · 자지를 초월하지 못하게 하기 때문이다. 즉 수면은 이러한 열 가지 사업으로 말미암아 능히 '유'의 근본이 되기 때문에, 업은 이것에 의해 비로소 '유'를 초래할 공능을 갖게 되는 것이다.

이 같은 수면의 차별에는 간략히 여섯 가지가 있음을 마땅히 알아야 할 것이니, 이를테면 탐(貪, raga)과 진(瞋, pratigha)과 만(慢, mana)과 무명(無明, avidya)과 견(見, dṛṣṭi)과 의(疑, vicikitsa)가 바로 그것이다.
 — 《구사론》 제19권. 한문본 & 한글본
세친의 《유식삼십송》에 대한 유식 10대 논사의 주석들을 호법의 학설을 중심으로 현장이 편찬한 논서로, 중국 불교의 법상종의 소의 논서가 된 《성유식론》의 제6권에서는 근본번뇌에 대해 다음과 같이 말하고 있다. 한편, 아래 인용문에 나타난 바와 같이, 유식유가행파와 법상종의 5위 100법의 법체계에서 심소법(心所法) 그룹의 세부 그룹인 번뇌심소(煩惱心所)는 6근본번뇌로 이루어져 있다.
 "煩惱心所其相云何。頌曰。

 １２煩惱謂貪瞋 癡慢疑惡見

論曰。此貪等六性是根本煩惱攝故。得煩惱名。
 
번뇌심소의 양상은 어떠한가? 게송(『삼십송』의 제12)에서 다음과 같이 말한다.

 번뇌심소는 탐(貪) · 진(瞋) · 

 치(癡) · 만(慢) · 의(疑) · 악견(惡見)이다.

논하여 말한다. 이 탐 등 여섯 가지는 체성[性]이 근본번뇌에 포함되기 때문에 번뇌심소[煩惱]라고 이름한다.
 — 《성유식론》 제6권. 한문본 & 한글본
이와 같이 근본번뇌에 이들 6가지가 있다는 것은 부파불교와 대승불교 모두에서 공통된 기본 견해 또는 기본 교의이며, 부파불교에서는 6근본번뇌를 특히 6수면(六隨眠)이라고도 부른다. 반면, 수번뇌의 개수에 대해서는 부파불교와 대승불교의 견해가 다르다. 설일체유부에서는 수번뇌로 19가지가 있다고 보며 유식유가행파에서는 20가지가 있다고 본다.

### (2) 10근본번뇌
부파불교의 설일체유부와 대승불교의 유식유가행파의 번뇌론에 따르면, 6근본번뇌 가운데 악견(惡見) 즉 견(見)은 유신견(有身見) · 변집견(邊執見) · 사견(邪見) · 견취(見取) · 계금취(戒禁取)로 세분되는데, 이렇게 세분하면 탐 · 진 · 만 · 무명 · 유신견 · 변집견 · 사견 · 견취 · 계금취 · 의(疑)의 10가지 근본번뇌가 있게 되며, 이들을 통칭하여 10근본번뇌(十根本煩惱)라 하며, 10수면(十隨眠) · 10사(十使) · 10견(十見) 또는 10대혹(十大惑)이라고도 한다.
설일체유부의 논서 《구사론》 제19권에서는 6근본번뇌 즉 6수면에서 10근본번뇌 즉 10수면이 성립되는 것에 대해 다음과 같이 말하고 있다.
 即上所說六種隨眠。於本論中復分為十。如何成十。頌曰。

 六由見異十 異謂有身見

 邊執見邪見 見取戒禁取

論曰。六隨眠中見行異為五。餘非見五積數總成十故於十中五是見性。一有身見。二邊執見。三邪見。四見取。五戒禁取。五非見性。一貪二瞋三慢四無明五疑。
 
앞에서 설한 여섯 종류의 수면은 본론(本論) 중에서 다시 나누어져 열 가지가 된다.

어떻게 하여 열 가지가 되는 것인가?

게송으로 말하겠다.

 6수면은 견(見)의 차별에 의해 10수면이 되니

 여기서 차별이란 말하자면 유신견(有身見)과

 변집견(邊執見)과 사견(邪見)과

 견취(見取)와 계금취(戒禁取)가 바로 그것이다.

논하여 말하겠다. 6수면 가운데 '견(見)'은 그 행상(行相)이 달라 다섯 가지가 되고, 그 밖의 나머지는 '견' 아닌 다섯 가지(즉 탐 · 진 · 치 · 만 · 의)이니, 그 수를 합하면 모두 열 가지가 되기 때문이다.

즉 이러한 열 가지 수면 중에서 다섯 가지는 바로 '견'의 성질로서, 첫 번째는 유신견(有身見)이며, 두 번째는 변집견(邊執見)이며, 세 번째는 사견(邪見)이며, 네 번째는 견취(見取)이며, 다섯 번째는 계금취(戒禁取)이다. 그리고 그 밖의 다섯 가지는 '견'의 성질이 아니니, 첫 번째는 탐(貪)이며, 두 번째는 진(瞋)이며, 세 번째는 만(慢)이며, 네 번째는 무명(無明)이며, 다섯 번째는 의(疑)이다.
 — 《구사론》 제19권. 한문본 & 한글본
유식유가행파의 논서인 무착의 《대승아비달마집론》 제4권에서는 6근본번뇌(6수면)와 10근본번뇌(10수면)에 대해 다음과 같이 말하고 있다. 이 인용문에서는 근본번뇌를 단순히 번뇌(煩惱)라 부르고 있다.
 云何煩惱。謂由數故相故緣起故境界故相應故差別故邪行故界故眾故斷故。觀諸煩惱。

何等數故。謂或六或十。六謂貪瞋慢無明疑見。十謂前五見又分五。謂薩迦耶見邊執見邪見見取戒禁取。
 
번뇌(煩惱)란 무엇입니까?

중생수(衆生數)에 기인하기 때문이고, 모양에 기인하기 때문이고, 연기(緣起)에 기인하기 때문이고, 경[境界]에 기인하기 때문이고, 상응(相應)에 기인하기 때문이고, 차별(差別)에 기인하기 때문이고, 삿된 행위(邪行)에 기인하기 때문이고, 계(界)에 기인하기 때문이고, 무리 짓는 것[衆]에 기인하기 때문이고, 끊는 것[斷]에 기인하기 때문에 여러 가지 번뇌를 관찰하게 되는 것이다.

어떠한 것이 '중생수(衆生數)에 기인하기 때문'입니까?

여섯 가지와 열 가지를 가리킨다. 여섯 가지는 탐(貪) · 진(瞋) · 만(慢) · 무명(無明) · 의(疑) · 견(見)을 말하고, 열 가지는 앞에서의 다섯 가지와 견을 다시 다섯 가지로 나눈 살가야견(薩迦耶見) · 변집견(邊執見) · 사견(邪見) · 견취견(見取見) · 계금취견(戒禁取見)을 말한다.
 — 《대승아비달마집론》 제4권. 한문본 & 한글본

### (3) 3계 분별
10근본번뇌를 욕계 · 색계 · 무색계의 3계에 따라 나누면 단순계산상으로는 30가지가 있어야 하지만 실제로는 3계 전체에 걸쳐 그 수가 총 28가지인데, 그 이유는 부파불교의 설일체유부와 대승불교의 설일체유부의 번뇌론에 따르면 진(瞋)은 오직 욕계에만 존재하는 번뇌이기 때문이다.
즉, 욕계에는 10가지 근본번뇌가 모두 존재하지만, 색계에는 진(瞋)을 제외한 9가지 근본번뇌만이 존재하며, 무색계도 색계와 마찬가지로 진(瞋)을 제외한 9가지 근본번뇌만이 존재한다.
이상을 표로 나타내면 다음과 같다.
| 3계    | 근본번뇌                                                          |        |
| ------ | ----------------------------------------------------------------- | ------ |
| 욕계   | 탐 · 진 · 만 · 무명 · 유신견 · 변집견 · 사견 · 견취 · 계금취 · 의 | 10가지 |
| 색계   | 탐 · 만 · 무명 · 유신견 · 변집견 · 사견 · 견취 · 계금취 · 의      | 9가지  |
| 무색계 | 탐 · 만 · 무명 · 유신견 · 변집견 · 사견 · 견취 · 계금취 · 의      | 9가지  |
|        |                                                                   | 28가지 |

욕계의 번뇌 즉 욕계의 근본번뇌 또는 욕계의 수면에는 진(瞋)이 들어가지만 색계의 번뇌와 무색계의 번뇌에는 진(瞋)이 빠지는데, 이것은 색계와 무색계는 기본적으로 기쁨이 그 바탕에 깔린 세계로 진(瞋) 즉 증오나 분노 즉 미워하는 마음이나 성내는 마음이 존재하지 않기 때문이다. 이러한 사실은 또한 색계의 초선천(初禪天)을 이생희락지(離生喜樂地)는 즉 욕계를 떠남[離]으로서 생기[生]는 기쁨[喜]과 즐거움[樂]을 느끼는 경지 또는 마음상태라고 부르는 것에서도 잘 나타난다.
부파불교의 설일체유부의 논사 중현(衆賢, Saṃghabhadra: 5세기)의 《현종론》에 따르면, 진(瞋)이 상계(上界) 즉 색계와 무색계에 존재하지 않는 이유는 다음과 같다.
- 첫째, 색계와 무색계에는 진수면사(瞋隨眠事), 즉 진(瞋)이라는 근본번뇌의 경계[事] 즉 소연, 즉 미워하거나 성낼 일이 존재하지 않기 때문이다. 진(瞋)은 전5식이 영납하는 고수(苦受)에서 수증되는 것인데 색계와 무색계에는 고수가 존재하지 않으며, 따라서 진(瞋)도 존재하지 않는다.
- 둘째, 색계와 무색계에서의 상속은 선정에 의해 윤택[潤]한 상태에 있기 때문이다. 즉, 진(瞋)은 풍병(風病: 신경이 탈이나서 생기는 병의 총칭)처럼 메마르고 거친 특성[乾澁相]인데, 색계와 무색계의 유정은 선정에 의해 상속이 윤활(潤滑: 뻑뻑하지 않고 매끄러움)하기 때문에 진(瞋)이 존재하지 않는다.
- 셋째,  색계와 무색계에는 진(瞋)의 이숙이 존재하지 않기 때문이다. 달리 말하면, 색계와 무색계에는 진(瞋)이 이숙인(異熟因)이 되는 경우가 없기 때문이다. 즉 진(瞋)은 반드시, 애락할 수 없는 비애(非愛)의 이숙과를 초래하는 원인이 되는데, 색계와 무색계에는 내적으로든 외적으로든 좋지 않은 것이 없기 때문이다.

### (4) 5부 분별
마지막 단계로, 욕계의 10근본번뇌, 색계의 9근본번뇌, 무색계의 9근본번뇌를 다시 견고소단 · 견집소단 · 견멸소단 · 견도소단 · 수도소단의 5부(五部)로 세분한다. 여기에서  앞의 4가지 부(部) 즉 견고소단 · 견집소단 · 견멸소단 · 견도소단은 견혹에 해당하고, 마지막의 수도소단은 수혹에 해당한다.
이상과 같은 세분화 과정을 통해 다음의 표와 같은 구분이 성립되며, 표에 나타난 바와 같이 대승불교의 유식유가행파의 번뇌론에 따를 때 총 128가지의 근본번뇌가 있으며, 견도에서 끊어지는 번뇌인 견혹에는 총 112가지의 근본번뇌가 있으며, 수도에서 끊어지는 번뇌인 수혹에는 총 16가지의 근본번뇌가 있다. 또한 욕계의 번뇌 즉 욕계의 근본번뇌로는 46가지가 있으며, 색계의 번뇌 즉 색계의 근본번뇌로는 41가지가 있으며, 무색계의 번뇌 즉 무색계의 근본번뇌로는 색계와 마찬가지로 41가지가 있다.
|                                      | 3계 5부  | 욕계                                                                   | 색계                                                             | 무색계                                                           |         |
| ------------------------------------ | -------- | ---------------------------------------------------------------------- | ---------------------------------------------------------------- | ---------------------------------------------------------------- | ------- |
| 견소단·견혹· 분별기·미리혹 (112)     | 견고소단 | 탐 · 진 · 만 · 무명 · 유신견 · 변집견 · 사견 · 견취 · 계금취 · 의 (10) | 탐 · 만 · 무명 · 유신견 · 변집견 · 사견 · 견취 · 계금취 · 의 (9) | 탐 · 만 · 무명 · 유신견 · 변집견 · 사견 · 견취 · 계금취 · 의 (9) | 28가지  |
| 견소단·견혹· 분별기·미리혹 (112)     | 견집소단 | 탐 · 진 · 만 · 무명 · 유신견 · 변집견 · 사견 · 견취 · 계금취 · 의 (10) | 탐 · 만 · 무명 · 유신견 · 변집견 · 사견 · 견취 · 계금취 · 의 (9) | 탐 · 만 · 무명 · 유신견 · 변집견 · 사견 · 견취 · 계금취 · 의 (9) | 28가지  |
| 견소단·견혹· 분별기·미리혹 (112)     | 견멸소단 | 탐 · 진 · 만 · 무명 · 유신견 · 변집견 · 사견 · 견취 · 계금취 · 의 (10) | 탐 · 만 · 무명 · 유신견 · 변집견 · 사견 · 견취 · 계금취 · 의 (9) | 탐 · 만 · 무명 · 유신견 · 변집견 · 사견 · 견취 · 계금취 · 의 (9) | 28가지  |
| 견소단·견혹· 분별기·미리혹 (112)     | 견도소단 | 탐 · 진 · 만 · 무명 · 유신견 · 변집견 · 사견 · 견취 · 계금취 · 의 (10) | 탐 · 만 · 무명 · 유신견 · 변집견 · 사견 · 견취 · 계금취 · 의 (9) | 탐 · 만 · 무명 · 유신견 · 변집견 · 사견 · 견취 · 계금취 · 의 (9) | 28가지  |
| 수소단·수혹·사혹· 구생기·미사혹 (16) | 수도소단 | 탐 · 진 · 만 · 무명 · 유신견 · 변집견 (6)                              | 탐 · 만 · 무명 · 유신견 · 변집견 (5)                             | 탐 · 만 · 무명 · 유신견 · 변집견 (5)                             | 16가지  |
|                                      |          | 46가지                                                                 | 41가지                                                           | 41가지                                                           | 128가지 |

위의 표에 나타난 바와 같이, 대승불교의 유식유가행파의 번뇌론에 따를 때, 유신견 · 변집견 · 사견 · 견취 · 계금취의 5견(五見) 또는 5리사(五利使) 가운데, 유신견과 변집견의 2가지는 견혹이기도 하고 수혹이기도 하다. 반면, 사견 · 견취 · 계금취의 3가지는 오로지 견혹이다. 또한 5견에 속하지 않은 10근본번뇌, 즉 5둔사(五鈍使) 가운데 의(疑)도 오로지 견혹이다.
즉, 대승불교의 유식유가행파의 번뇌론에 따를 때, 10근본번뇌 가운데 사견 · 견취 · 계금취 · 의(疑)의 4가지 근본번뇌는 오로지 견혹이며, 나머지 6가지 근본번뇌 즉 탐 · 진 · 만 · 무명 · 유신견 · 변집견은 견혹이기도 하고 수혹이기도 하다.
유식유가행파에서는 번뇌를 분별기(分別起)와 구생기(俱生起)로 분류하기도 하는데, 분별기는 견도에서 끊어지는 번뇌인 견혹에 해당하고 구생기는 수도에서 끊어지는 번뇌인 수혹에 해당한다. 세친의 《대승오온론》과 그 주석서인 안혜의 《대승광오온론》에서는 10근본번뇌를 탐 · 진 · 만 · 무명 · 살가야견(유신견) · 변집견 · 사견 · 견취 · 계금취 · 의(疑)의 순서로 설명한 후, 뒤의 4가지는 오로지 분별기이며 앞의 6가지는 분별기이기도 하고 구생기이기도 하다고 말하고 있다. 아래 인용문들에서는 근본번뇌를 단순히 번뇌라 부르고 있다.
 諸煩惱中後三見及疑唯分別起。餘通俱生及分別起。

 
여러 번뇌 가운데 뒤의 세 가지 견과 의혹은 분별로 일어남[分別起]이고, 나머지는 선천적으로 일어남[俱生起]과 분별로 일어남에 통한다.
 — 《대승오온론》. 한문본 & 한글본
 諸煩惱中。後三見及疑。唯分別起。餘通俱生。及分別起。

 
모든 번뇌 가운데 뒤의 세 가지 견해 및 의심은 오로지 분별이 일으키고, 나머지는 함께 생기는 것 및 분별이 공통되게 일으킨다.
 — 《대승광오온론》. 한문본 & 한글본
이와 같은 대승불교의 유식유가행파의 견해에 비해, 부파불교의 설일체유부에서는 10근본번뇌 가운데 유신견 · 변집견 · 사견 · 견취 · 계금취 · 의(疑)의 6가지 근본번뇌는 오로지 견혹이며, 나머지 4가지 근본번뇌 즉 탐 · 진 · 만 · 무명만이 견혹이기도 하고 수혹이기도 하다고 본다. 그리고 유식유가행파에서는 10근본번뇌 모두에 견고소단 · 견집소단 · 견멸소단 · 견도소단의 4가지 부(部), 즉 견혹의 성질이 갖추어져 있다고 보는데, 설일체유부는 그렇지 않다고 본다. 이 결과 설일체유부의 번뇌론에 따르면, 아래의 표에 나타난 바와 같은 총 98가지의 근본번뇌가 있으며, 통상적으로 이들을 통칭하여 98수면(九十八隨眠)이라고 부르며 98근본번뇌(九十八根本煩惱) · 98사(九十八使) 또는 98혹(九十八惑)이라고도 한다.
|                                      | 3계 5부  | 욕계                                                                   | 색계                                                             | 무색계                                                           |        |
| ------------------------------------ | -------- | ---------------------------------------------------------------------- | ---------------------------------------------------------------- | ---------------------------------------------------------------- | ------ |
| 견소단·견혹· 분별기·미리혹 (88)      | 견고소단 | 탐 · 진 · 만 · 무명 · 유신견 · 변집견 · 사견 · 견취 · 계금취 · 의 (10) | 탐 · 만 · 무명 · 유신견 · 변집견 · 사견 · 견취 · 계금취 · 의 (9) | 탐 · 만 · 무명 · 유신견 · 변집견 · 사견 · 견취 · 계금취 · 의 (9) | 28가지 |
| 견소단·견혹· 분별기·미리혹 (88)      | 견집소단 | 탐 · 진 · 만 · 무명 · 사견 · 견취 · 의 (7)                             | 탐 · 만 · 무명 · 사견 · 견취 · 의 (6)                            | 탐 · 만 · 무명 · 사견 · 견취 · 의 (6)                            | 19가지 |
| 견소단·견혹· 분별기·미리혹 (88)      | 견멸소단 | 탐 · 진 · 만 · 무명 · 사견 · 견취 · 의 (7)                             | 탐 · 만 · 무명 · 사견 · 견취 · 의 (6)                            | 탐 · 만 · 무명 · 사견 · 견취 · 의 (6)                            | 19가지 |
| 견소단·견혹· 분별기·미리혹 (88)      | 견도소단 | 탐 · 진 · 만 · 무명 · 사견 · 견취 · 계금취 · 의 (8)                    | 탐 · 만 · 무명 · 사견 · 견취 · 계금취 · 의 (7)                   | 탐 · 만 · 무명 · 사견 · 견취 · 계금취 · 의 (7)                   | 22가지 |
| 수소단·수혹·사혹· 구생기·미사혹 (10) | 수도소단 | 탐 · 진 · 만 · 무명 (4)                                                | 탐 · 만 · 무명 (3)                                               | 탐 · 만 · 무명 (3)                                               | 10가지 |
|                                      |          | 36가지                                                                 | 31가지                                                           | 31가지                                                           | 98가지 |

## 128근본번뇌와 수번뇌
불교에서 번뇌를 분류하는 방식에는 여러 가지가 있는데 그 중의 하나가 근본번뇌(根本煩惱)와 근본번뇌를 따라 일어나는[隨起: 추종하여 현행하는] 수번뇌(隨煩惱)로 분류하는 것이다. 《성유식론》 제6권에 따르면, 수번뇌는 근본번뇌의 분위차별이거나 근본번뇌와 등류(等流)하는 법이다. 따라서 수번뇌는 독립적으로 작용하지 않고, 근본번뇌의 작용에 의해 동류(同類)로서 이끌려 일어나며 근본번뇌와 함께 작용한다. 따라서, 어떤 근본번뇌가 끊어질 때 그것의 동류(同類)로서 이끌려 일어나 그 근본번뇌와 함께 작용하고 있던 수번뇌도 동시에 끊어진다.

### 20가지 수번뇌
유식유가행파의 5위 100법의 법체계에 따르면, 근본번뇌는 번뇌심소 6가지를 말하며 수번뇌는 아래 목록에 나타난 수번뇌심소(隨煩惱心所) 20가지를 말한다. 이에 비해 설일체유부의 5위 75법의 법체계에 따르면,  근본번뇌는 6가지로 유식유가행파와 명칭도 동일하지만, 수번뇌는 아래 목록에 나타난 19가지를 말한다. 유식유가행파의 논서인 《성유식론》 제6권에 따르면, 실제로 수번뇌로는 이들 20가지만 있는 것이 아니며 더 많이 있지만 이들 20가지가 근본번뇌가 아니면서 세력이 강하고 두드러진 번뇌(잡염)이기 때문에 별도로 모아서 수번뇌심소로 설정한 것이다. 설일체유부의 논서인 《품류족론》과 《구사론》에서도 마찬가지로 말하고 있다.
- 유식유가행파의 수번뇌 20가지
  - 소수번뇌심소(小隨煩惱心所)의 10가지 모두: 분(忿) · 한(恨) · 부(覆) · 뇌(惱) · 질(嫉) · 간(慳) · 광(誑) · 첨(諂) · 해(害) · 교(憍)
  - 중수번뇌심소(中隨煩惱心所)의 2가지 모두: 무참(無慚) · 무괴(無愧)
  - 대수번뇌심소(大隨煩惱心所)의 8가지 모두: 도거(掉擧) · 혼침(惛沈) · 불신(不信) · 해태(懈怠) · 방일(放逸) · 실념(失念) · 산란(散亂) · 부정지(不正知)
- 설일체유부의 수번뇌 19가지
  - 소번뇌지법(小煩惱地法)의 10가지 모두: 분(忿) · 부(覆) · 간(慳) · 질(嫉) · 뇌(惱) · 해(害) · 한(恨) · 첨(諂) · 광(誑) · 교(憍)
  - 대불선지법(大不善地法)의 2가지 모두: 무참(無慚) · 무괴(無愧)
  - 대번뇌지법(大煩惱地法)의 6가지 가운데 5가지: 방일(放逸) · 해태(懈怠) · 불신(不信) · 혼침(惛沈) · 도거(掉擧)
  - 부정지법(不定地法)의 8가지 가운데 2가지: 수면(睡眠) · 악작(惡作)

위 목록에 나타난 바와 같이, 설일체유부에서는 부정지법에 속한 수면(睡眠) · 악작(惡作)을 수번뇌에 포함시키고 있음에 비해 유식유가행파에서는 이 두 번뇌를 수번뇌에 포함시키기 않는다. 그리고 설일체유부에의 수번뇌에는 포함되어 있지 않은 실념(失念) · 산란(散亂) · 부정지(不正知)를 수번뇌의 세부 그룹 가운데 하나인 대수번뇌심소에 포함시키고 있다.
수번뇌를 설정함에 있어 유식유가행파와 설일체유부간의 유사점과 차이점을 세부적으로 살펴보면 다음과 같다.
1. 유식유가행파에설 수번뇌의 세부그룹으로 설정한 소수번뇌심소 · 중수번뇌심소 · 대수번뇌심소는 설일체유부에서 수번뇌의 세부그룹으로 설정한 소번뇌지법 · 대불선지법 · 대불선지법에 순서대로 대응하며, 실제로 이들을 세부그룹들의 정의도 동일하다.
2. 유식유가행파의 소수번뇌심소와 설일체유부의 소번뇌지법에 포함된 마음작용(심소법)들은 그 개수가 10가지로 동일하고 명칭도 동일한데 다만 나열 순서가 다르다.
3. 유식유가행파의 중수번뇌심소와 설일체유부의 대불선지법에 포함된 마음작용(심소법)들은 그 개수와 2가지로 동일하고 명칭과 나열 순서도 동일하다.
4. 유식유가행파의 대수번뇌심소에는 설일체유부의 대번뇌지법에 포함되어 있지 않은 실념(失念) · 산란(散亂) · 부정지(不正知)의 3가지 마음작용(심소법)이 포함되어 있으며, 나머지 5가지 마음작용(심소법)의 개수와 명칭은 동일하나 나열 순서가 다르다.
5. 설일체유부에서는 부정지법에 속한  2가지 마음작용(심소법)인 수면(睡眠) · 악작(惡作)을 수번뇌에 포함시킴에 비해 유식유가행파에서는 이 2가지 마음작용(심소법)을 수번뇌에 포함시키지 않는다.

한편, 수번뇌로는 위에 언급된 20가지 혹은 19가지만 있는 것이 아니라는 것을 말할 때, 그 전거로써 《아비달마법온족론》 제9권의 〈16. 잡사품(雜事品)〉에 나오는 고타마 붓다의 설법이 자주 언급되는데, 그 설법은 다음 인용문과 같다.
 一時薄伽梵。在室羅筏住逝多林給孤獨園。爾時世尊告苾芻眾。汝等若能永斷一法。我保汝等定得不還一法。謂貪若永斷者。我能保彼定得不還。如是瞋癡忿恨覆惱嫉慳誑諂無慚無愧慢過慢慢過慢我慢增上慢卑慢邪慢憍放逸傲憤發矯妄詭詐現相激磨以利求利惡欲大欲顯欲不喜足不恭敬起惡言樂惡友不忍耽嗜遍耽嗜染貪非法。貪著貪惡貪有身見有見無有見貪欲瞋恚惛沈睡眠掉舉惡作疑瞢憒不樂頻申欠呿食不調性心昧劣性種種想不作意麤重觝突饕餮不和軟性不調柔性不順同類欲尋恚尋害尋親里尋國土尋不死尋陵蔑尋假族尋愁歎苦憂擾惱。於此一法。若永斷者。我能保彼定得不還。爾時世尊。為攝前義。而說頌曰。

 貪所繫有情 數往諸惡趣

 智者能正斷 不還此世間

如是瞋癡乃至擾惱。一一別頌。如貪應知。
 
어느 때 박가범께서 실라벌(室羅筏) 서다림(逝多林)의 급고독원(給孤獨園)에 계셨다.

그 때에 세존께서 필추들에게 말씀하셨다.

"너희들이 만일 하나의 법[一法]을 영원히 끊게 되면 나는 '너희들은 반드시 불환(不還)을 얻으리라'고 보증하겠느니라.

하나의 법이란 바로 탐(貪)이니, 만일 영원히 끊은 이면 나는 '그는 반드시 불환을 얻으리라'고 보증할 수 있나니, 그와 같아서 진(瞋) · 치(癡)와 분(忿) · 한(恨) · 부(覆) · 뇌(惱) · 질(嫉) · 간(慳) · 광(誑) · 첨(諂) · 무참(無慚) · 무괴(無愧)와 만(慢) · 과만(過慢) · 만과만(慢過慢) · 아만(我慢) · 증상만(增上慢) · 비만(卑慢) · 사만(邪慢)과 교(憍) · 방일(放逸) · 오(傲) · 분발(憤發) · 교망(矯妄) · 궤사(詭詐) · 현상(現相) · 격마(激磨)와 이익으로써 이익을 구하는 것[以利求利]과 악욕(惡欲) · 대욕(大欲) · 현욕(顯欲)과 기뻐하고 만족하게 여기지 않는 것[不喜足]과 공경하지 않는 것[不恭敬]과 악한 말을 하는 것[惡言]과 나쁜 벗을 좋아하는 것[樂惡友]과 불인(不忍) · 탐기(耽嗜) · 변탐기(遍耽嗜) · 염탐(染貪) · 비법탐(非法貪) · 착탐(著貪) · 악탐(惡貪)과 유신견(有身見) · 유견(有見) · 무유견(無有見)과 탐욕(貪欲) · 진에(瞋恚) · 혼침(惛沈) · 수면(睡眠) · 도거(掉擧) · 악작(惡作) · 의(疑)와 몽궤(瞢憒) · 불락(不樂) · 빈신(頻申) · 흠거(欠呿)와 음식이 조화되지 않는 성품[食不調性]과 마음이 어둡고 하열한 성품[心昧劣性]과 갖가지 생각[種種想]과 부작의(不作意) · 추중(麤重) · 저돌(觝突) · 도철(饕餮)과 온화하고 유연하지 못한 성품[不和軟性]과 조화되고 부드럽지 못한 성품[不調柔性]과 같은 무리에 따르지 않는 것[不順同類]과 욕심(欲尋) · 에심(恚尋) · 해심(害尋) · 친리심(親里尋) · 국토심(國土尋) · 불사심(不死尋) · 능멸심(陵蔑尋) · 가족심(假族尋)과 수(愁) · 탄(歎) · 고(苦) · 우(憂) · 요뇌(擾惱)이니, 여기에 있는 어떤 하나의 법에서라도 만일 영원히 끊은 이면 나는 '그는 반드시 불환을 얻으리라'고 보증하느니라."

그 때에 세존께서 앞의 뜻을 거두기 위하여 게송으로 말씀하셨다.

 탐(貪)에 매인 유정은

 자주 모든 악취(惡趣)에 가지만

 지혜로운 이는 바르게 끊어서

 이 세간에 돌아오지 않느니라.

이와 같이 진(瞋) · 치(癡) 나아가 요뇌(擾惱) 등 하나하나의 다른 게송도 탐(貪)에서와 같은 줄 알아야 한다.
 — 《아비달마법온족론》 제9권 〈16. 잡사품(雜事品)〉. 한문본 & 한글본

### 수번뇌의 성질
앞의 "128근본번뇌의 성립 절차" 단락에서 기술한 바와 같이, 유식유가행파의 번뇌론에 따르면, 6근본번뇌가 10근본번뇌로 세분되고, 다시 10근본번뇌가 3계 5부 분별에 의해 128근본번뇌로 세분되며, 이 가운데 112근본번뇌 즉 112혹이 견혹에 해당하며 16근본번뇌 즉 16혹이 수혹에 해당한다. 기본적으로, 수번뇌는 6근본번뇌 혹은 세부적으로는 128근본번뇌(128혹)를 따라 일어난 번뇌이므로 근본번뇌가 끊어질 때 수번뇌도 함께 끊어진다. 그렇기 때문에 부파불교와 대승불교의 교학에서는 근본번뇌에 대해  3계 5부로 분별하여 수행계위와 관련시켜 다루지만, 수번뇌에 대해서는 그것의 대치법(對治法)에 대해서 주로 다루며 3계 5부로 분별하는 것은 굳이 하지 않는다.
《성유식론》 제6권에 따르면 각각의 수번뇌(隨煩惱: 20가지)는 아래의 "수번뇌의 성질 표" 단락에 나열된 바와 같이 특정한 근본번뇌(根本煩惱: 6가지)로부터 따라 일어난다[隨起]. 그런데 어떤 수번뇌가 특정한 근본번뇌를 따라 일어난다[隨起], 등류한다[等流] 또는 동류이다[同類]라는 것이 해당 수번뇌가 반드시 가유(假有)라는 것을 의미하는 것은 아니다.
《성유식론》 제6권에 따르면, 소수번뇌심소(小隨煩惱心所: 10가지)에 속한 분(忿) · 한(恨) · 뇌(惱) · 부(覆) · 광(誑) · 첨(諂) · 교(憍) · 해(害) · 질(嫉) · 간(慳)의 10가지 수번뇌와 대수번뇌심소(大隨煩惱心所: 8가지)에 속한 방일(放逸) · 실념(失念) · 부정지(不正知)는 3가지 수번뇌를 합한 총 13가지 수번뇌는 반드시 가유(假有)이다. 이에 비해 중수번뇌심소(中隨煩惱心所: 2가지)에 속한 무참(無慚) · 무괴(無愧)의 2가지 수번뇌 모두와 대수번뇌심소(大隨煩惱心所: 8가지)에 속한 불신(不信) · 해태(懈怠)의 2가지 수번뇌를 합한 총 4가지 수번뇌는 반드시 실유(實有)이다. 나머지 3가지 수번뇌, 즉 대수번뇌심소(大隨煩惱心所: 8가지)에 속한 혼침(惛沈) · 도거(掉擧) · 산란(散亂)에 대해서는 논사들에 따라 의견이 갈린다.
한편, 가유(假有)인 수번뇌에 대해서 그것의 발동근거 또는 실체가 되는 근본번뇌가 무엇인가에 대해서 논사들의 의견이 항상 일치하는 것은 아니다. 예를 들어, 소수번뇌심소(小隨煩惱心所: 10가지)에 속한 부(覆)가 그러하다. 이와 같이 발동근거가 되는 근본번뇌에 대한 논사들의 의견이 서로 다른 경우 아래 "수번뇌의 성질 표"의 제5열에서는 행을 나누어 구분하여 표시하고 있다. 이들 중 첫 행에 나오는 것이 호법의 견해이다.
《성유식론》 제6권에 따르면, 20가지 수번뇌는 모두 분별기이기도 하고 구생기이기도 하다. 즉 견혹이기도 하고 수혹이기도 하다. 달리 말하면, 20가지 수번뇌는 견혹의 측면과 수혹의 측면을 모두 가진 번뇌로, 20가지 수번뇌의 견혹의 측면은 견도에서 그 모두가 한꺼번에 끊어지고, 수혹의 측면은 수도에서 점진적으로 끊어진다. 이렇게 되는 이유는 수번뇌가 근본번뇌를 '따라 일어나는[隨起]' 번뇌이기 때문이다. 즉, 근본번뇌가 견혹이면 따라 일어난 수번뇌도, 이 수번뇌가 가유인지 또는 실유인지에 상관없이, 항상 견혹이고, 근본번뇌가 수혹이면 따라 일어난 수번뇌도, 이 수번뇌가 가유인지 또는 실유인지에 상관없이, 항상 수혹이기 때문이다.

### 수번뇌의 성질 표
| 번호 | 수번뇌         | 견혹 · 수혹 | 가유 · 실유 | 가유인 경우의 근본번뇌 또는 실유인 경우의 주요 등류번뇌   | 참고 문헌                                       |
| ---- | -------------- | ----------- | ----------- | --------------------------------------------------------- | ----------------------------------------------- |
| 1    | 분(忿)         | 견혹 · 수혹 | 가유(假有)  | 진(瞋)                                                    | [ 99 ] [ 100 ]                                  |
| 2    | 한(恨)         | 견혹 · 수혹 | 가유(假有)  | 진(瞋)                                                    | [ 101 ] [ 102 ]                                 |
| 3    | 뇌(惱)         | 견혹 · 수혹 | 가유(假有)  | 진(瞋)                                                    | [ 103 ] [ 104 ]                                 |
| 4    | 부(覆)         | 견혹 · 수혹 | 가유(假有)  | 탐(貪) · 치(癡) 치(癡)                                    | [ 105 ] [ 106 ]                                 |
| 5    | 광(誑)         | 견혹 · 수혹 | 가유(假有)  | 탐(貪) · 치(癡)                                           | [ 107 ] [ 108 ]                                 |
| 6    | 첨(諂)         | 견혹 · 수혹 | 가유(假有)  | 탐(貪) · 치(癡)                                           | [ 109 ] [ 110 ]                                 |
| 7    | 교(憍)         | 견혹 · 수혹 | 가유(假有)  | 탐(貪)                                                    | [ 111 ] [ 112 ]                                 |
| 8    | 해(害)         | 견혹 · 수혹 | 가유(假有)  | 진(瞋)                                                    | [ 113 ] [ 114 ]                                 |
| 9    | 질(嫉)         | 견혹 · 수혹 | 가유(假有)  | 진(瞋)                                                    | [ 115 ] [ 116 ]                                 |
| 10   | 간(慳)         | 견혹 · 수혹 | 가유(假有)  | 탐(貪)                                                    | [ 117 ] [ 118 ]                                 |
| 11   | 무참(無慚)     | 견혹 · 수혹 | 실유        | 탐(貪) 모든 번뇌                                          | [ 121 ] [ 122 ] [ 123 ] [ 124 ]                 |
| 12   | 무괴(無愧)     | 견혹 · 수혹 | 실유        | 탐(貪) 모든 번뇌                                          | [ 125 ] [ 126 ] [ 123 ] [ 124 ]                 |
| 13   | 불신(不信)     | 견혹 · 수혹 | 실유        | 모든 번뇌                                                 | [ 127 ] [ 128 ] [ 129 ] [ 130 ] [ 131 ] [ 132 ] |
| 14   | 해태(懈怠)     | 견혹 · 수혹 | 실유        | 모든 번뇌                                                 | [ 133 ] [ 134 ]                                 |
| 15   | 방일(放逸)     | 견혹 · 수혹 | 가유(假有)  | 해태(懈怠) · 탐(貪) · 진(瞋) · 치(癡)                     | [ 135 ] [ 136 ]                                 |
| 16   | 혼침(惛沈)     | 견혹 · 수혹 | 가유 · 실유 | 호법의 견해는 미기재 치(癡) 모든 번뇌                     | [ 129 ] [ 130 ]                                 |
| 17   | 도거(掉擧)     | 견혹 · 수혹 | 가유 · 실유 | 호법의 견해는 미기재 탐(貪) 모든 번뇌                     | [ 105 ] [ 106 ] [ 131 ] [ 132 ]                 |
| 18   | 실념(失念)     | 견혹 · 수혹 | 가유(假有)  | 염(念) · 치(癡) 염(念) 치(癡)                             | [ 137 ] [ 138 ]                                 |
| 19   | 부정지(不正知) | 견혹 · 수혹 | 가유(假有)  | 혜(慧) · 치(癡) 혜(慧) 치(癡)                             | [ 139 ] [ 140 ]                                 |
| 20   | 산란(散亂)     | 견혹 · 수혹 | 가유 · 실유 | 호법의 견해는 실유라는 것 탐(貪) · 진(瞋) · 치(癡) 치(癡) | [ 141 ] [ 142 ]                                 |

## 128근본번뇌의 조복과 단멸
번뇌장과 소지장에는 구생기와 분별기가 있으며, 다시 현행(現行) · 종자(種子) · 습기(習氣)로 구분되는데 이것들이 조복(調伏: 굴복시킴)되고 단멸(斷滅: 끊어짐)되는, 견도 · 수도 · 무학도의 3도와 52위의 보살 수행계위에서의 해당 지위[地]는 아래 목록과 같다.
번뇌장의 모든 분별기가 128근본번뇌 가운데 112근본번뇌 즉 112혹이다. 유식유가행파의 번뇌론에 따르면 모든 번뇌장에는 반드시 그것에 해당하는 소지장이 존재한다. 따라서 112근본번뇌 즉 분별기 번뇌장에는 그것에 상당하는 분별기 소지장이 존재한다. 그리고 아래 목록에 나타난 바와 같이 112근본번뇌 즉 분별기 번뇌장과 그것에 상당하는 분별기 소지장 모두 견도에서 완전히 끊어진다. 달리 말하면, 견혹(견소단)은 견도에서 끊어지는 번뇌라고 정의되므로,  유식유가행파의 번뇌론의 문맥에서는 견혹(견소단)은 분별기 번뇌장의 총 개수인 112근본번뇌 즉 112혹과 이것에 상당하는 분별기 소지장을 통칭한다.
또한 아래 목록에서 나타난 바와 같이, 128근본번뇌 가운데 16근본번뇌 즉 16혹은  구생기 번뇌장의 총 개수이다. 또한  유식유가행파의 번뇌론에 따르면 모든 번뇌장에는 반드시 그것에 해당하는 소지장이 존재한다. 그리고 수혹(수소단)은 수도에서 끊어지는 번뇌라고 정의되므로,  유식유가행파의 번뇌론의 문맥에서는 수혹(수소단)은 구생기 번뇌장의 총 개수인 16근본번뇌 즉 16혹과 이것에 상당하는 구생기 소지장을 통칭한다. 수혹(수소단)은 아래 목록에 나타난 바와 같이 보살 10지의 각각의 지(地)에서 끊어진다. 즉, 견혹이 초지(初地)인 환희지(歡喜地)에서 한꺼번에 끊어지는 것과는 달리 수혹은 총괄적으로 말해 제2지부터 제10지까지에 걸쳐 점진적으로 끊어진다.
- 번뇌장(煩惱障)
  - 분별기(分別起)
    - 현행(現行): 지전복(地前伏), 즉 초지(初地)에 오르기 이전에 굴복시킴[調伏]
    - 종자(種子): 견도단(見道斷), 즉 견도(見道) 즉 초지(初地)에서 끊어짐
    - 습기(習氣): 견도단(見道斷), 즉 견도(見道) 즉 초지(初地)에서 끊어짐

  - 구생기(俱生起)
    - 현행(現行): 제7지에서 복진(伏盡)됨 즉 완전히 굴복시킴
    - 종자(種子): 제10지에서 금강삼매로 끊어짐
    - 습기(習氣): 10지 중 각각의 지(地)에서 끊어짐
- 소지장(所知障)
  - 분별기(分別起)
    - 현행(現行): 지전복(地前伏), 즉 초지(初地)에 오르기 이전에 굴복시킴[調伏]
    - 종자(種子): 견도단(見道斷), 즉 견도(見道) 즉 초지(初地)에서 끊어짐
    - 습기(習氣): 견도단(見道斷), 즉 견도(見道) 즉 초지(初地)에서 끊어짐

  - 구생기(俱生起)
    - 현행(現行): 10지 중 각각의 지(地)에서 굴복시킴
    - 종자(種子): 10지 중 각각의 지(地)에서 끊어짐
    - 습기(習氣): 10지 중 각각의 지(地)에서 끊어짐

유식유가행파에서는 견도 · 수도 · 무학도의 3도를 더 세분한 자량위(資糧位) · 가행위(加行位) · 통달위(通達位) · 수습위(修習位) · 구경위(究竟位)의 5위(五位)의 수행계위를 세우는데, 견도는 통달위에, 수도는 수습위에, 무학도는 구경위에 해당한다. 따라서, 128근본번뇌의 번뇌장과 소지장 가운데, 112근본번뇌의 번뇌장과 소지장은 견도 즉 통달위에서 끊어지고, 16근본번뇌의 번뇌장과 소지장은 수도 즉 수습위에서 끊어진다. 이 모두가 완전히 끊어진 상태가 될 때 비로소 성불(成佛)한다. 엄밀히 말하면, 금강삼매에서 구생기 번뇌장의 종자와 구생기 소지장의 종자가 8인(八忍) · 8지(八智) · 9무간도(九無間道) · 9해탈도(九解脫道)의 34심(三十四心)에 걸쳐 완전히 끊어지고 완전한 깨달음이 성취되어 부처가 된다.

## 같이 보기
- 3도: 견도 · 수도 · 무학도
  - 견도: 16심 · 고법지인
  - 무학도: 34심
  - 성문 수행계위: 4향4과
  - 보살 수행계위: 52위
- 현관: 4제현관 · 6현관
- 유루 · 무루
- 번뇌 · 잡염
  - 근본번뇌 · 수면
    - 3근본번뇌 · 6수면 · 7수면 · 10수면
    - 설일체유부의 98근본번뇌
      - 견혹: 설일체유부의 88근본번뇌
      - 수혹: 설일체유부의 10근본번뇌

    - 대승불교 일반의 5주지번뇌와 번뇌장 · 소지장
    - 유식유가행파의 번뇌장 · 소지장
      - 유식유가행파의 128근본번뇌
        - 견혹: 유식유가행파의 112근본번뇌
        - 수혹: 유식유가행파의 16근본번뇌

  - 수번뇌
    - 8전 · 10전 · 6번뇌구

  - 5하분결 · 5상분결
- 유부무기와 불선
  - 유부무기
    - 욕계의 번뇌의 일부 · 색계의 번뇌 · 무색계의 번뇌
    - 4근본번뇌 (말나식의 4번뇌: 아치 · 아견 · 아만 · 아애)

  - 불선 · 악
    - 욕계의 번뇌의 대다수
    - 불선근
    - 5악 · 10악
- 108번뇌
- 9결
- 5개

## 참고 문헌
- 곽철환 (2003). 《시공 불교사전》. 시공사 / 네이버 지식백과. |title=에 외부 링크가 있음 (도움말)
- 목건련 지음, 현장 한역, 송성수 번역 (K.945, T.1537). 《아비달마법온족론》. 한글대장경 검색시스템 - 전자불전연구소 / 동국역경원. K.945(24-1091), T.1537(26-453). |title=에 외부 링크가 있음 (도움말)
- 무착 지음, 현장 한역, 이한정 번역 (K.572, T.1605). 《대승아비달마집론》. 한글대장경 검색시스템 - 전자불전연구소 / 동국역경원. K.572(16-157), T.1605(31-663). |title=에 외부 링크가 있음 (도움말)
- 세우 지음, 현장 한역, 송성수 번역 (K.949, T.1542). 《아비달마품류족론》. 한글대장경 검색시스템 - 전자불전연구소 / 동국역경원. K.949(25-149), T.1542(26-692). |title=에 외부 링크가 있음 (도움말)
- 세친 지음, 현장 한역, 권오민 번역 (K.955, T.1558). 《아비달마구사론》. 한글대장경 검색시스템 - 전자불전연구소 / 동국역경원. K.955(27-453), T.1558(29-1). |title=에 외부 링크가 있음 (도움말)
- 세친 지음, 현장 한역, 송성수 번역 (K.618, T.1612). 《대승오온론》. 한글대장경 검색시스템 - 전자불전연구소 / 동국역경원. K.618(17-637), T.1612(31-848). |title=에 외부 링크가 있음 (도움말)
- 안혜 지음, 현장 한역, 이한정 번역 (K.576, T.1605). 《대승아비달마잡집론》. 한글대장경 검색시스템 - 전자불전연구소 / 동국역경원. K.576(16-228), T.1606(31-694). |title=에 외부 링크가 있음 (도움말)
- 운허.  동국역경원 편집, 편집. 《불교 사전》. |title=에 외부 링크가 있음 (도움말)
- (영어) DDB. 《Digital Dictionary of Buddhism (電子佛教辭典)》. Edited by A. Charles Muller. |title=에 외부 링크가 있음 (도움말)
- (중국어) 목건련 조, 현장 한역 (T.1537). 《아비달마법온족론(阿毘達磨法蘊足論)》. 대정신수대장경. T26, No. 1537, CBETA. |title=에 외부 링크가 있음 (도움말)
- (중국어) 무착 조, 현장 한역 (T.1605). 《대승아비달마집론(大乘阿毘達磨集論)》. 대정신수대장경. T31, No. 1605, CBETA. |title=에 외부 링크가 있음 (도움말)
- (중국어) 佛門網. 《佛學辭典(불학사전)》. |title=에 외부 링크가 있음 (도움말)
- (중국어) 星雲. 《佛光大辭典(불광대사전)》 3판. |title=에 외부 링크가 있음 (도움말)
- (중국어) 세우 조, 현장 한역 (T.1542). 《아비달마품류족론(阿毘達磨品類足論)》. 대정신수대장경. T26, No. 1542, CBETA. |title=에 외부 링크가 있음 (도움말)
- (중국어) 세친 조, 현장 한역 (T.1558). 《아비달마구사론(阿毘達磨俱舍論)》. 대정신수대장경. T29, No. 1558, CBETA. |title=에 외부 링크가 있음 (도움말)
- (중국어) 세친 조, 현장 한역 (T.1612). 《대승오온론(大乘五蘊論)》. 대정신수대장경. T31, No. 1612, CBETA. |title=에 외부 링크가 있음 (도움말)
- (중국어) 안혜 조, 현장 한역 (T.1606). 《대승아비달마잡집론(大乘阿毘達磨雜集論)》. 대정신수대장경. T31, No. 1606, CBETA. |title=에 외부 링크가 있음 (도움말)
- (중국어) 안혜 조, 지바하라 한역 (T.1613). 《대승광오온론(大乘廣五蘊論)》. 대정신수대장경. T31, No. 1613, CBETA. |title=에 외부 링크가 있음 (도움말)